# Simón Alsina y Clos
Simón Alsina y Clos (Barcelona, 28 de octubre de 1851-1920) fue un escritor y poeta español.
Colaboró en la publicación de diversas revistas. Fundó y dirigió La Rondalla (1871), La Honorata (1885) y La Tomasa (1888), a cargo de la cual tan solo estuvo en los diez primeros números. Asimismo, fue director literario de La Moda Española Ilustrada. Fue secretario de la Associació d'Excursions Catalana desde el año 1882 y corrector de pruebas de La Renaixensa desde que comenzó a publicarse diariamente.
Recibió premios en diversos certámenes literarios celebrados a lo largo y ancho de Cataluña y en Montevideo. Falleció el 16 de diciembre de 1920 en Barcelona.

## Selección de obras
Algunas de sus obras más destacadas fueron:
- Fullas secas (1875), poesías;
- Flores y espinas (1878), comedia en tres actos y en verso, original;
- Lo fill de la mort (1883), drama en cuatro actos y en verso, estrenado con éxito;
- Cuadros á la ploma (1886);
- La guerra (1887), drama basado en un episodio de la guerra civil española estrenado en el Teatro Catalá Romea;
- En Panxa Ampla (1888), arreglo del francés; y
- Los trescents del Bruch, comedia en cuatro actos en colaboración con varios.